# SN 1998bb
SN 1998bb – supernowa typu Ia odkryta 22 marca 1998 roku w galaktyce A134353+0125. W momencie odkrycia miała maksymalną jasność 24,00m.